# Aratinga canicularis
Aratinga canicularis là một loài chim trong họ Psittacidae.

## Hình ảnh

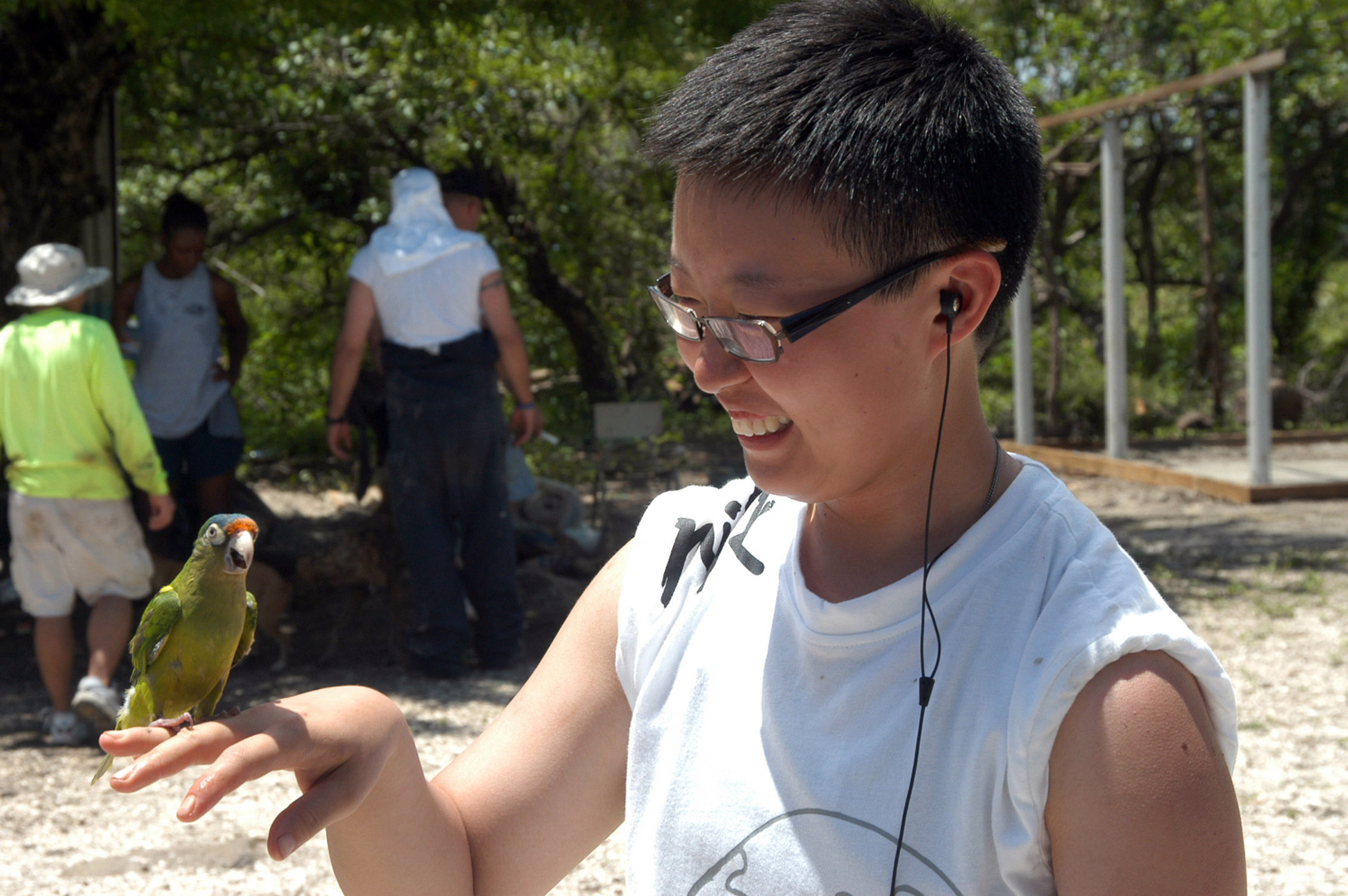
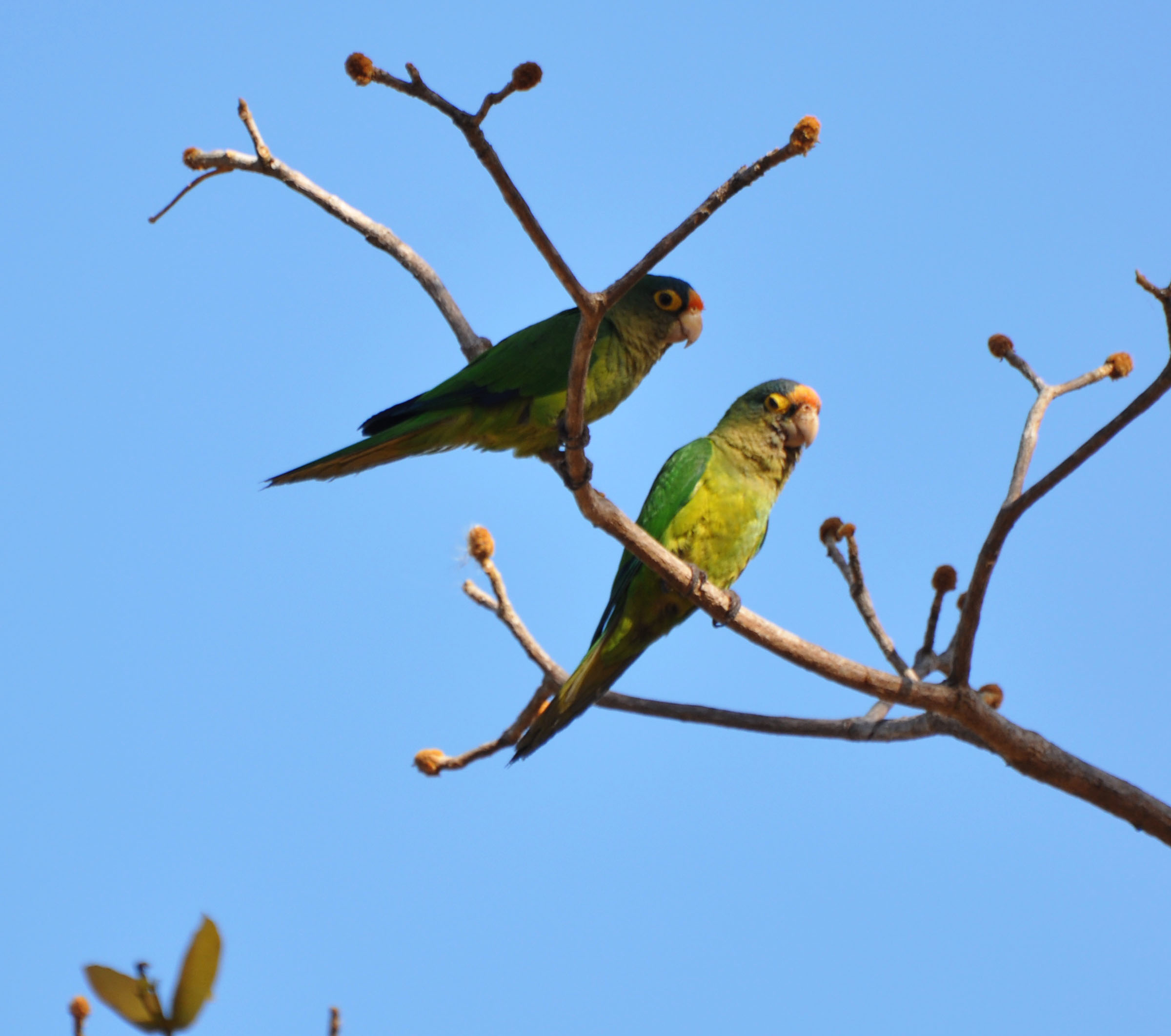
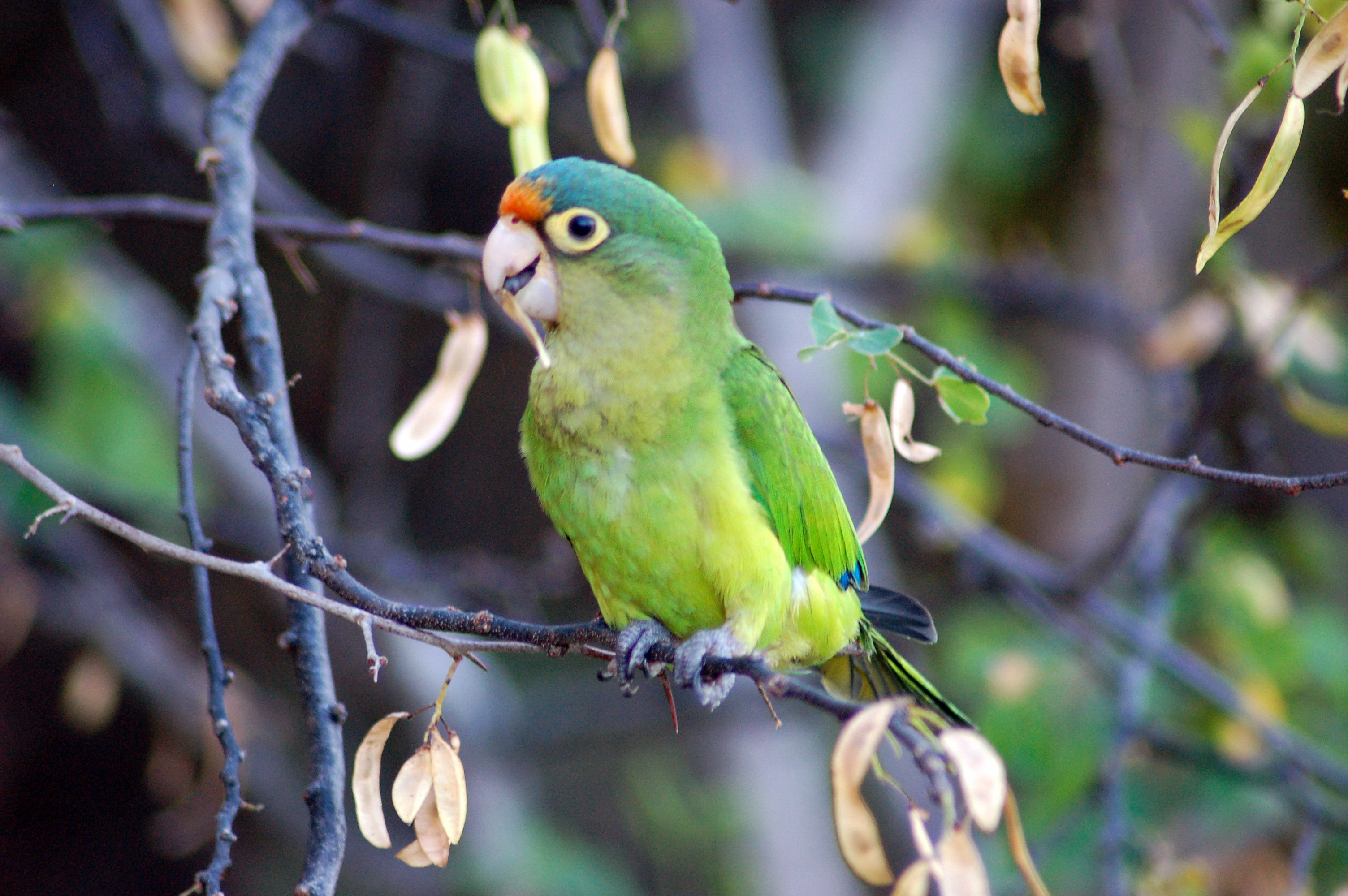
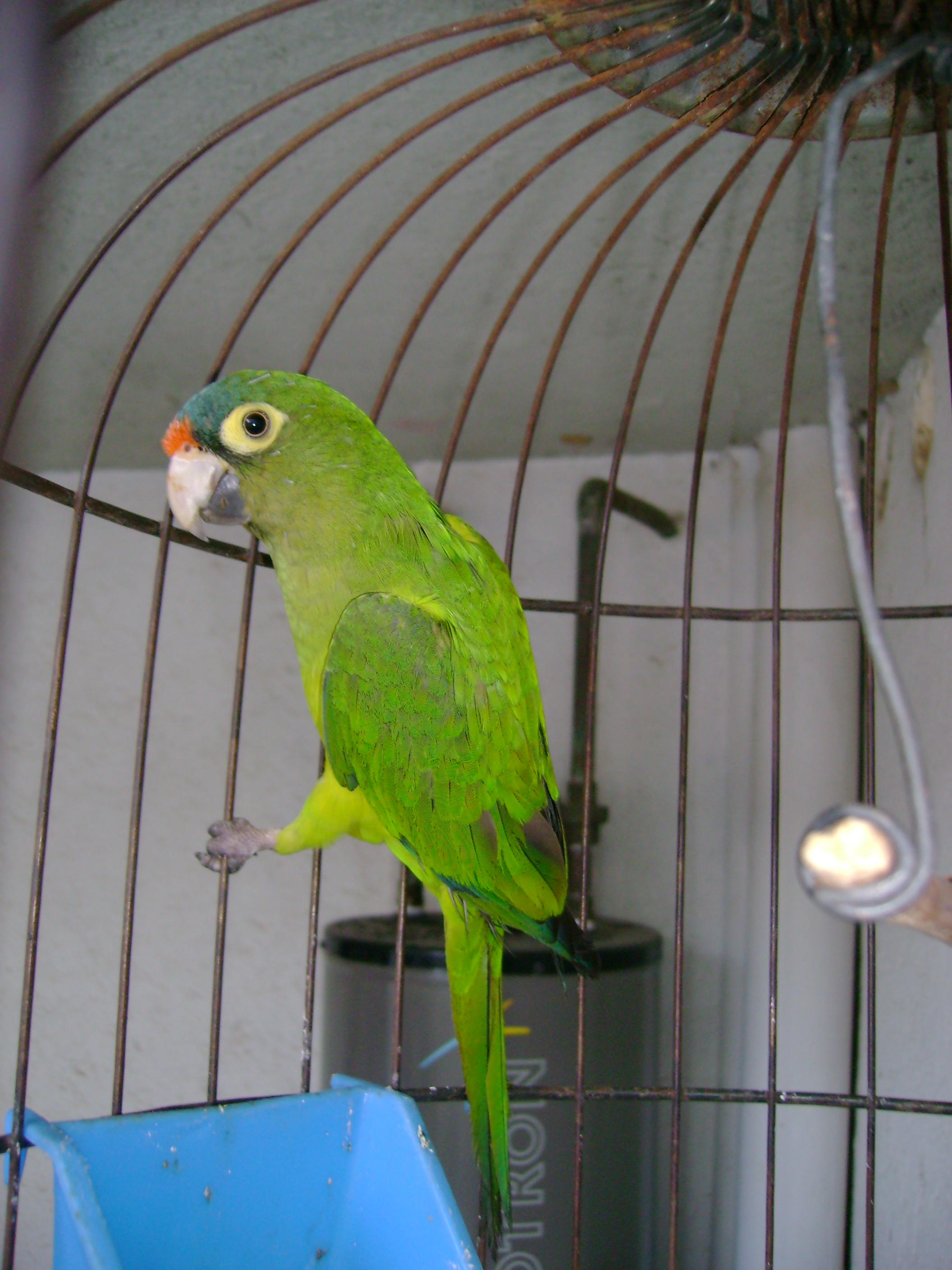